# Szalay Zoltán (fotóriporter)
Szalay Zoltán (Budapest, 1935. május 16. – 2017. február 14.) Táncsics Mihály-díjas magyar fotóriporter, a Magyar Sajtófotó Pályázat és Kiállítás szellemi atyja, kitalálója.

## Életpályája
Apja a dunai hajózás egyik képviselője volt, így gyermekként Giurgiuban, Bécsben és szülővárosában Budapesten élt. Betanított optikai csiszolóként kezdett dolgozni, majd igazolványképeket készített. 1954 és 1964 között a Főfotó riporterosztályán dolgozott. 1964 és 1985 között a Tükör című hetilap munkatársa volt. 1985-től a Magyar Hírlap, 1990-től 1992-ig a Kurír, 1993-tól két éven keresztül a Blikk fotórovatának a vezetője volt. A Magyar Sajtófotó Pályázat és Kiállítás kitalálója. 1983-ban a Budapesti Tavaszi Fesztivál egyik eseményeként indult kiállítást harminc éven keresztül 2012-ig rendezte.

## Művei
- Az Országház (1993, Csorba Lászlóval és Sisa Józseffel)
- Szalay Zoltán; szerk. Gera Mihály; Intera, Bp., 1999 (Fényképtár)
- Ilyenek voltunk. Magyarország elmúlt ötven éve; Workpress Kft., Bp., 2004
- Visszapillantás. 1981–2005, a magyar sajtófotó huszonöt éve; szerk. Szalay Zoltán; Press & Pictures, Bp., 2007 (angolul és németül is)
- Azok a hatvanas, hetvenes évek. Szalay Zoltán fotóalbuma. Parti Nagy Lajos képmelléírásaival; szerk. László Ágnes; Kossuth, Bp., 2019
- Azok a nyolcvanas, kilencvenes évek. Szalay Zoltán fotóalbuma, Parti Nagy Lajos képmelléírásaival; Kossuth, Bp., 2021

## Díjai
- A Magyar Köztársasági Érdemrend kiskeresztje (1995)
- Joseph Pulitzer-emlékdíj (2000)
- Táncsics Mihály-díj (2000)
- A Magyar Köztársasági Érdemrend tisztikeresztje (2007)
- Szabad Sajtó-díj (2012)
- Aranytoll (2012)